# Mauser 1918 T-Gewehr
Mauser 1918 T-Gewehr (Tên chính thức: Mauser 13.2 mm Tank Abwehr Gewehr Mod. 18, thường được viết tắt là T-Gewehr)) là khẩu súng trường chống tăng hoàn chỉnh đầu tiên trên thế giới, do Đức thiết kế. "Tank Abwehr Gewehr" tức là "Vũ khí chống tăng chủ lực của bộ binh".

## Lược sử
Ngày 12 tháng 9 năm 1916, chiếc xe tăng đầu tiên trên thế giới xuất hiện trên chiến trường. Trận Cambrai năm 1917, lần đầu tiên xe tăng kết hợp trong đội hình binh chủng hợp thành, thu được một số thắng lợi đáng kể. Cho đến thời điểm đó, bộ binh Đức không có một loại vũ khí hiệu quả nào chống lại các "pháo đài di động" của đối phương. Ý tưởng về một loại súng chuyên dụng cho bộ binh, bắn đạn xuyên hạng nặng với sơ tốc cao để đối chọi với xe tăng Anh đã xuất hiện tại Đức.
Tháng 2 năm 1918, Mauser 1918 T-Gewehr lần đầu tiên xuất hiện trên chiến trường trong tay quân Đức. Bắt đầu từ tháng 5 năm 1918, T-Gewehr được công ty Mauser sản xuất hàng loạt tại thị trấn Oberndorf am Neckar. Ban đầu, súng được trang bị cho các phân đội chống tăng đặc biệt.
Cho tới khi Thế chiến thứ nhất kết thúc năm 1918, 15,800 khẩu T-Gewehr đã xuất xưởng. Do có nhiều nhược điểm lớn, súng bị thay thế bằng series súng trường chống tăng PzB.

## Cơ cấu hoạt động, tính năng kĩ chiến thuật trên chiến trường

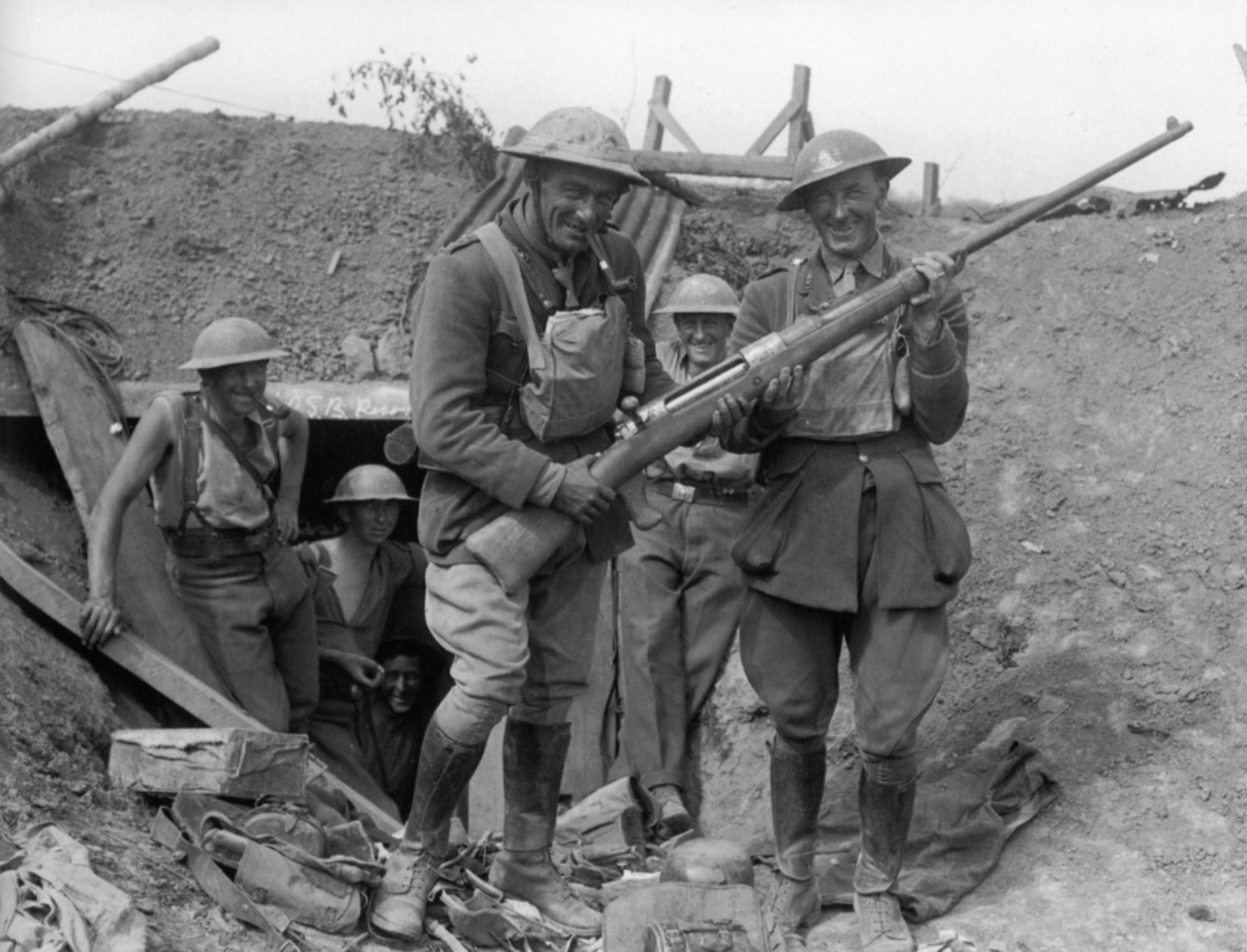
Khẩu Tankgewehr M1918 bị tịch thu bởi quân Anh trên chiến trường

Mauser 1918 T-Gewehr là súng trường chống tăng cỡ nòng trung, đùng đạn xuyên lõi thép 13.2x92mmSR. Súng thực chất là súng trường quy lát hạng nặng, bắn phát một lên đạn thủ công. Khóa nòng xoay hai tai khóa mang đặc trưng của các súng trường Mauser. Đạn 13.2x92mmSR là loại đạn có vành móc đơn, hỏa lực đủ để đương đầu với các thế hệ xe tăng giáp còn khá mỏng manh và vào thời đó. Đầu đạn có lõi thép, nặng 52g bắn từ súng đạt sơ tốc khoảng 770 – 780 m/s. thậm chí nó còn thấp hơn một số loại súng trường thời đó như Mosin Nagant (860 m/s) hay M1903 SpringField (853 m/s)....
Khả năng xuyên trên lý thuyết của T-Gewehr có thể tham khảo bảng dưới đây:
| Cự li | X | Góc chạm | X | Khả năng xuyên |
| ----- | - | -------- | - | -------------- |
| 100 m |   | 90 độ    |   | 20 mm          |
| 300 m |   | 60 độ    |   | 15 mm          |

Súng không có các bộ phận giảm giật như của các súng trường chống tăng sau này như đệm báng súng hay bộ phận tản giật đầu nòng. Sức giật của súng khi bắn vô cùng mạnh và nguy hiểm cho chính xạ thủ. Xạ thủ thường chỉ bắn được hai tới ba phát rồi phải chuyển súng cho đồng đội. Một đặc điểm khác của T-Gewehr là tay cầm phía sau kiểu súng ngắn làm xạ thủ dễ sử dụng hơn kiểu cầm cổ báng súng trên các súng trường thông thường.
Ngoài ra T-Gewehr rất nặng, rất dài và cồng kềnh. Đây cũng là đặc điểm mà các súng trường chống tăng sau này kế thừa. Giá hai chân để ổn định súng khi ngắm bắn là một phiên bản của giá hai chân trên súng máy MG-08/15.
Sau này còn một số loại súng trường chống tăng bắn lên đạn bằng tay thủ công như T-Gewehr là Degtyarov PTRD-41 (Liên Xô - Thế chiến II) nhưng để đánh giá thì PTRD hoàn toàn vượt trội về cả cỡ đạn, độ giật so với T-Gewehr hay kể cả là dòng Panzerbuchse 1939 của Đức Quốc Xã sau này.